# Giovanni Battista Buonamente
Giovanni Battista Buonamente O.F.M.Conv. (Mantova, 1595 circa – Assisi, 1642) è stato un francescano, compositore e violinista italiano, attivo nel primo periodo di diffusione del barocco.

## Biografia
Musicista di corte dei Gonzaga e musico di camera della principessa Eleonora Gonzaga.
Nei primi anni della sua carriera fu evidente l'influenza musicale di Salamone Rossi e di Claudio Monteverdi.
Dal 1626 al 1630 assunse il ruolo di musicista di camera e di compositore imperiale alla Hofkapelle di Vienna. 
Durante il 1627, partecipò come direttore d'orchestra, musicista, autore di balletti, alla esecuzione della Pastoral Comoedia, per i festeggiamenti dell'incoronazione di Ferdinando II a Praga.
Rientrato in Italia nel 1632, lavorò come violinista alla basilica di Santa Maria della Steccata di Parma e quattro anni dopo divenne maestro di cappella nel convento di San Francesco di Assisi, dove trascorse i suoi ultimi anni di vita.
Compose musiche strumentali tra le quali oltre 160 opere sacre, sette libri di sonate a tre, e uno di musiche da uno a quattro violini.
Buonamente portò a Vienna lo stile musicale mantovano ispirato alla scuola veneziana. Il suo stile violinistico fu considerato tecnicamente ardito dai suoi contemporanei.
Le opere di Buonamente si caratterizzarono per la predilezione delle sonate, delle canzoni a più voci, delle musiche strumentali a uno o due violini, per la definizione degli episodi alternati nei movimenti ritmici diversi, per le elaborazioni melodiche anticipanti Niccolò Paganini e il concerto solistico, per la perfetta definizione del ruolo degli strumenti, per la grande varietà dinamica delle sonate, per l'assegnazione alla suite di un modello definitivo.
Tra le composizioni di Buonamente, si possono menzionare: Il Quarto Libro de varie Sonate, Sinfonie, Gagliarde, Corrente, e Brandi per sonar con due Violini et un Basso di Viola..., (1626); Il Quinto Libro de varie Sonate, Sinfonie, Gagliarde, Corrente & Ariette per sonar con due Violini & un Basso di Viola..., (1629); Sonate et Canzoni a due, tre, quattro, cinque et a sei voci... Libro Sesto... con il suo basso continuo..., (1636); Il Settimo Libro di Sonate, Sinfonie, Gagliarde, Corrente, et Brandi a tre, due violini & basso di viola..., (1637).

## Opere
- Il quarto libro de varie sonate, sinfonie, gagliarde, corrente, e brandi per sonar con due violini & un basso di viola (Venezia, 1626)
- Il quinto libro de varie sonate, sinfonie, gagliarde, corrente, e ariette per sonar con due violini & un basso di viola (Venezia, 1629)
- Sonate et canzoni a due, tre, quattro, cinque et a sei voci, libro sesto (Venezia, 1636)
- Il settimo libro di sonate, sinfonie, gagliarde, corrente, e brandi a tre, due violini & basso di viola (Venezia, 1637)